# Skirt
"Skirt" é uma canção gravada pela artista musical australiana Kylie Minogue, contida em um EP digital com 6 remixes. Foi lançado em 24 de junho de 2013 como um single promocional, pela gravadora Rising Music.

## Vídeo musical
Em 14 de junho de 2013, Kylie lançou o vídeo de letras da canção. Continha fotos dela em um quarto passando rapidamente com letras enormes.

## Recepção da crítica
"Skirt" recebeu críticas positivas dos críticos. O Huffington Post fez uma resenha positiva dizendo que é "uma nova música pulsante que mistura batidas eletrônicas com seus efeitos vocais". Idolator comparou a música com o seu single de 2003, "Slow" e disse que "Skirt dá uma entrega verdadeira com um delicioso refrão -. algo que temos visto a esperar do Minogue sobre o anos como uma das reinantes forças do mundo pop". "Skirt" chegou a 1ª posição no EUA Hot Dance Club Songs e a 18ª posição no EUA Dance/Electronic Songs.

## Lista de faixas
- EP digital com remixes

1. "Skirt" (Main Mix) – 3:29
2. "Skirt" (Extended Mix) – 4:47
3. "Skirt" (Nom De Strip Dub Mix) – 4:48
4. "Skirt" (GTA Remix) – 5:10
5. "Skirt" (Switch Remix) – 5:33
6. "Skirt" (Hot Mouth Remix) – 4:43

## Desempenho nas tabelas musicais
| País                                              | Melhor posição |
| ------------------------------------------------- | -------------- |
| Estados Unidos (Billboard Dance Club Songs)       | 1              |
| Estados Unidos (Billboard Dance/Electronic Songs) | 18             |

### Charts de final de ano
| País                           | Melhor posição |
| ------------------------------ | -------------- |
| Billboard Hot Dance Club Songs | 22             |

## Histórico de lançamento
| Região | Data                | Formato(s)            |
| ------ | ------------------- | --------------------- |
| Mundo  | 24 de Junho de 2013 | EP de remixes digital |